# Boyacá Chicó FC
Boyacá Chicó Fútbol Club, früher kurz Chicó FC genannt, ist ein kolumbianischer Fußballverein aus Tunja. Die Ursprünge reichen bis 1997 zurück, doch in seiner heutigen Form wurde der Klub 2002 als Deportivo Bogotá Chicó FC in der Hauptstadt Bogotá gegründet und benannte sich nach dem Stadtviertel, in dem er ansässig war. Nach dem Aufstieg in die erste Liga 2003 verlegte die Vereinsführung 2004 sowohl ihren Sitz als auch die sportlichen Anlagen auf Einladung der Regierung des Departamento de Boyacá in die dortige Hauptstadt Tunja und nennt sich seither Boyacá Chicó Fútbol Club.

## Geschichte
Der Klub spielte 2004 erstmals in der ersten kolumbianischen Liga. Zusammen mit der Mannschaft von La Equidad ist Boyacá Chicó das einzige Team, das den Aufstieg von der dritten bis in die erste Liga im kolumbianischen Fußball erreichen konnte und der einzige Verein, dem dies mit Dritt- und Zweitligameisterschaften gelang.
Der größte Vereinserfolg bisher war die Teilnahme an der Copa Libertadores 2008 und 2009 und der Gewinn des Meistertitels in der Apertura 2008.
2011 erreichte der Verein das Finale der Copa Colombia, verlor dies aber gegen Millonarios.
In der Spielzeit 2016 ereilte Boyacá Chicó der erste Abstieg der Vereinsgeschichte, nach dreizehn Jahren in der ersten Liga. Im September 2016 hatte der Verein mit Nelson Olveira einen neuen Trainer verpflichtet, der den Abstieg verhindern sollte.
Die Apertura 2017, die erste Halbserie in der zweiten Liga, verlief nach einem schwierigen Saisonstart und einem Trainerwechsel (Jhon Gómez ersetzte Olveira) erfolgreich für Boyacá Chicó. Die Ligaphase wurde auf dem fünften Platz abgeschlossen. In der Finalrunde konnte sich der Verein gegen Llaneros FC, Cúcuta Deportivo und Real Santander durchsetzen und gewann somit die Apertura, womit sich Boyacá Chicó für die Aufstiegsspiele am Saisonende qualifizierte. In der Finalización verfehlte Boyacá Chicó auf dem neunten Platz knapp den Einzug in die Finalrunde. Im anschließenden Finale der beiden Halbserienmeister konnte sich der Verein aber gegen Leones FC durchsetzen, wurde damit Meister und stieg direkt wieder in die erste Liga auf.
Die erste Halbserie in der ersten Liga, die Apertura 2018, schloss Boyacá Chicó auf dem vorletzten Platz ab. In der Rückserie belegte der Verein den 14. Platz. Aufgrund des vorletzten Platzes in der Abstiegstabelle stieg Boyacá Chicó nach nur einem Jahr direkt wieder in die zweite Liga ab.
In der Apertura 2019 zog Boyacá Chicó auf dem fünften Platz in die Finalrunde ein und wurde in der Gruppe B nur knapp hinter Deportivo Pereira Zweiter und verpasste den Einzug in das Finale um die Halbserienmeisterschaft.

## Stadion
Boyacá Chicó absolviert seine Heimspiele im Estadio La Independencia. Das Stadion wurde 2000 nach grundlegenden Umbauarbeiten neu eingeweiht und 2009 erweitert und hat jetzt eine Kapazität von etwa 25.000 Plätzen.

## Sportlicher Verlauf

### Erfolge
- Meister von Kolumbien: 2008-I
- Meister Categoría Primera B: 2003, 2017
- Meister der Apertura der Primera B: 2017-I
- Meister Primera C: 2000
- Copa Colombia: Finalist 2011
- Teilnahme an der Copa Libertadores: 2×

2008: Qualifikation
2009: Gruppenphase

### Saisondaten von 2000 bis 2004 als Bogotá Chicó
| Spielzeit                | Liga         | Ligaebene | Platz          | Finalrunde                 |
| ------------------------ | ------------ | --------- | -------------- | -------------------------- |
| 2000                     | Primera C    | III       | 1.             | -                          |
| 2001                     | Copa Águila  | II        | 2.             | 1. Gruppe B 4. Finalgruppe |
| 2002                     | Copa Águila  | II        | 4. Zona Centro | -                          |
| 2003                     | Copa Águila  | II        | 7.             | 1. Gruppe A Meister        |
| 2004-I                   | Copa Mustang | I         | 8.             | 4. Gruppe B                |
| 2004-II                  | Copa Mustang | I         | 14.            | -                          |
| grün unterlegt: Aufstieg |              |           |                |                            |

### Saisondaten seit 2005 als Boyacá Chicó
| Spielzeit                                                                               | Liga                   | Ligaebene | Platz | Finalrunde                |
| --------------------------------------------------------------------------------------- | ---------------------- | --------- | ----- | ------------------------- |
| 2005-I                                                                                  | Copa Mustang           | I         | 13.   | -                         |
| 2005-II                                                                                 | Copa Mustang           | I         | 17.   | -                         |
| 2006-I                                                                                  | Copa Mustang           | I         | 13.   | -                         |
| 2006-II                                                                                 | Copa Mustang           | I         | 3.    | 4. Gruppe A               |
| 2007-I                                                                                  | Copa Mustang           | I         | 5.    | 3. Gruppe A               |
| 2007-II                                                                                 | Copa Mustang           | I         | 8.    | 4. Gruppe B               |
| 2008-I                                                                                  | Copa Mustang           | I         | 2.    | 1. Gruppe B Meister       |
| 2008-II                                                                                 | Copa Mustang           | I         | 14.   | -                         |
| 2009-I                                                                                  | Copa Mustang           | I         | 4.    | 4. Gruppe A               |
| 2009-II                                                                                 | Copa Mustang           | I         | 11.   | -                         |
| 2010-I                                                                                  | Liga Postobón          | I         | 7.    | -                         |
| 2010-II                                                                                 | Liga Postobón          | I         | 13.   | -                         |
| 2011-I                                                                                  | Liga Postobón          | I         | 9.    | -                         |
| 2011-II                                                                                 | Liga Postobón          | I         | 7.    | Viertelfinale             |
| 2012-I                                                                                  | Liga Postobón          | I         | 7.    | 3. Gruppe B               |
| 2012-II                                                                                 | Liga Postobón          | I         | 12.   | -                         |
| 2013-I                                                                                  | Liga Postobón          | I         | 15.   | -                         |
| 2013-II                                                                                 | Liga Postobón          | I         | 17.   | -                         |
| 2014-I                                                                                  | Liga Postobón          | I         | 10.   | -                         |
| 2014-II                                                                                 | Liga Postobón          | I         | 11.   | -                         |
| 2015-I                                                                                  | Liga Águila            | I         | 17.   | -                         |
| 2015-II                                                                                 | Liga Águila            | I         | 17.   | -                         |
| 2016-I                                                                                  | Liga Águila            | I         | 18.   | -                         |
| 2016-II                                                                                 | Liga Águila            | I         | 20.   | -                         |
| 2017-I                                                                                  | Torneo Águila          | II        | 5.    | Meister Apertura          |
| 2017-II                                                                                 | Torneo Águila          | II        | 9.    | - Meister (Gesamt)        |
| 2018-I                                                                                  | Liga Águila            | I         | 19.   | -                         |
| 2018-II                                                                                 | Liga Águila            | I         | 14.   | -                         |
| 2019-I                                                                                  | Torneo Águila          | II        | 5.    | 2. Gruppe B               |
| 2019-II                                                                                 | Torneo Águila          | II        | 2.    | 1. Gruppe A (Vizemeister) |
| 2020                                                                                    | Liga BetPlay Dimayor   | I         | 19.   | -                         |
| 2021-I                                                                                  | Liga BetPlay Dimayor   | I         | 13.   | -                         |
| 2021-II                                                                                 | Torneo BetPlay Dimayor | II        | 2.    | 2. Gruppe B               |
| rot unterlegt: Abstieg in die Categoría Primera B grün unterlegt: Meister bzw. Aufstieg |                        |           |       |                           |

## Trainerhistorie
| - Jhon Gómez (seit 2017) - Nelson Olveira (2016–2017) - Darío Sierra (2016) - Nelson Gómez (2016) - Darío Sierra (2016) | - José Ricardo Pérez (2016) - Eduardo Pimentel (2015) - Eduardo Lara (2015) - Arturo Boyacá (2014) - Eduardo Pimentel (2013–2014) | - Alberto Gamero (2006–2013) - Mario Vanemerak (2005) - Eduardo Pimentel (2003–2005) - Hernán Pacheco (2002) |